# Akademisk Boldklub Gladsaxe
Akademisk Boldklub Gladsaxe (forkortet AB) er en dansk fodboldklub fra den københavnske forstad Gladsaxe, som i sæsonen 2023/2024 spiller i Danmarksturneringens 2. division. Klubben blev stiftet den 26. februar 1889 ved en sammenslutning af Fredericia Studenternes Kricketklub og Polyteknisk Boldklub. AB har vundet det danske mesterskab i fodbold ni gange, det københavnske mesterskab i fodbold otte gange, landspokalturneringen én gang og Københavns pokalturnering seks gange, og klubben er dermed en af de mest vindende i dansk fodbold.
Klubben har trænings- og klubfaciliteter i Bagsværd nord for København og afvikler sine hjemmekampe på Gladsaxe Stadion, der også kaldes "Stade de Lundberg", opkaldt efter en af klubbens koryfæer, Knud Lundberg.
Siden stiftelsen har AB spillet i grønne og hvide klubdragter og haft en ugle som maskot. Klubbens officielle fanklub hedder AB Forever og blev stiftet i 1995.
AB er blandt de ældste fodboldklubber i Danmark og er oprindeligt fra København. Her havde klubben fra 1903–1922 træningsanlæg på Tagensvej på Østerbro. Fra 1923–1965 havde klubben træningsanlæg på Nørre Allé på Nørrebro. I 1965 rykkede AB til Gladsaxe, hvor klubben i dag hører til. Størstedelen af klubbens titler blev vundet i tiden i København, især i 1890'erne og i 1940'erne.
Klubben var med til at stifte DBU i 1889 og har i tidens løb opfostret mange fodboldspillere, som har spillet på det danske landshold, herunder Harald Bohr, Karl Aage Hansen, Knud Lundberg, Kresten Bjerre og René Henriksen.

## Historie

### Stiftelsen
Akademisk Boldklub blev stiftet 26. februar 1889 ved en fusion mellem de to akademiske sportsklubber Fredericia Studenternes Kricketklub og Polyteknisk Boldklub. Fredericia Studenternes Kricketklub var en cricketklub stiftet i 1884 af tilflyttende studerende fra Den Fredericianske Latinskole, som spillede cricket på ridebanen i Fredericia. Da de blev studenter i 1883 flyttede de til København for at studere på Københavns Universitet, hvor de året efter stiftede klubben, så de igen kunne spille cricket. Klubben spillede i den første tid på de gamle fælleder i København (Nørre Fælled, Øster Fælled, Blegdamsfælleden og Lammefælleden).
Fredericia Studenternes Kricketklub havde som de fleste andre klubber på den tid oprindeligt kun cricket på programmet, men fra omkring 1887 slog fodbolden igennem i Danmark, da Frederik Markmann, bestyrelsesformand for Københavns Boldklub, tog initiativ til at oversætte lovene for det engelske fodboldforbund til dansk i samarbejde med tre klubkammerater samt stud.med. Holger Forchhammer fra Fredericia Studenternes Kricketklub. Klubben fik fra da af også fodbold på programmet, og deltog året efter i KB's Medaille Fodboldkonkurrence.
Holger Forchhammer og broderen Johannes Forchhammer var centrale personer i Fredericia Studenternes Kricketklub og fodbolden på den tid. Klubben indledte således med Holger Forchammer i spidsen et samarbejde med Herlufsholm Kostskole, hvor Holgers far var rektor, om rekruttering af talentfulde spillere fra skolen. Holger blev desuden bestyrelsesmedlem i AB's første bestyrelse samt formand for Dansk Idrætsforbund fra 1897–1899, mens Johannes blev formand for Dansk Boldspil-Union fra 1894–1897.
Med indførslen af fodbold på programmet åbnede klubben samtidig for optag fra andre studier og skoler end Den Fredericianske Latinskole, og klubben voksede sig deraf større. Efterhånden blev tilgangen af københavnere i klubben større, og da man ikke mente, at navnet længere repræsenterede medlemmerne, indkaldtes 26. februar 1889 til et fællesmøde for medlemmerne af Fredericia Studenternes Kricketklub og Polyteknisk Boldklub på restauranten La Reine på Søtorvet ved Dronning Louises Bro i København. Polyteknisk Boldklub var en noget yngre klub fra 1885, som holdt til i Sølvgade og bestod af studerende og dimittender fra Polyteknisk Læreanstalt. Resultatet af mødet blev en fusion mellem de to klubber og stiftelsen af Akademisk Boldklub.
I forbindelse med fusionen blev nye adgangskrav for at blive medlem af AB indført. Adgangskravet var, at man havde en adgangseksamen fra et skandinavisk universitet eller fra Polyteknisk Læreanstalt. Der kunne dog gives dispensation for dette krav, hvis bestyrelsen enstemmigt besluttede at optage et medlem, eller hvis 15 medlemmer af klubben anbefalede en person.
Ved stiftelsen af AB fik klubben et logo med en ugle som maskot. Uglen er et symbol på visdom og lærdom og har været klubbens maskot siden stiftelsen. Den nystiftede klub spillede fra starten i grønne og hvide klubdragter som også Fredericia Studenternes Kricketklub gjorde det.

### Opbygningen af en ny klub
Kort efter stiftelsen, den 1. april 1889, flyttede AB til nye lokaler i Helgesensgade 5 på Østerbro i København, hvor klubben i løbet af året voksede til at have 104 aktive medlemmer og 15 passive medlemmer med et kontingent på 50 øre om måneden.
Den 5. marts 1889 spillede AB sin første officielle fodboldkamp. Kampen blev spillet på Blegdamsfælleden, og AB vandt 2-0 over modstanderen BK Frem.
I 1889 deltog AB desuden i DBU's stiftende generalforsamling sammen med 21 fodboldklubber fra København og fem fra provinsen. 27. april 1889 blev AB vinder af DBU's første turnering, da AB slog hidtil uovervindelige KB. I 1890 spillede AB den første dansk-svenske fodboldkamp i historien, da Halmstads BK blev besejret 3-0 på udebane.
I perioden 1890–1900 havde AB stor sportslig succes og vandt således københavnsmesterskabet otte gange.
Fodboldspillet var i klubbens tidlige år endnu ikke udbredt til skolerne, og AB startede derfor en juniorafdeling med hensigt at kunne rekruttere talentfulde unge spillere. Afdelingen måtte dog lukke igen allerede i 1897 grundet medlemmernes dårlige opførsel. I 1899 forsøgte klubben sig igen, og denne gang havde tiltaget større succes, da afdelingens medlemstal steg til 70 medlemmer i løbet af det første år. De to første medlemmer af den nye juniorafdeling var brødrene Niels Bohr og Harald Bohr, som begge senere kom på AB's førstehold og prægede klubben i en stor del af dens første år. Harald Bohr debuterede på AB's førstehold allerede som 16-årig, hvor han blev kendt som den første dribler i dansk fodbold og af pressen blev døbt Lille Bohr. Han spillede altid med et hvidt lommetørklæde som han inden kampstart holdt op i vejret for at måle vindretningen og -styrken. Harald nåede i løbet af sin karriere at spille fire landskampe. Niels Bohr blev mere kendt uden for fodbolden som nobelprismodtager og i sit virke som professor, hvilket en situation fra en kamp mod tyske Mittweida Tecnicum illustrerer. Her spillede Niels Bohr målmand, og da bolden sjældent kom ned mod AB's mål, fik han tiden til at gå ved at læne sig op ad den ene målstolpe. Pludselig blev der trillet en lang bold op mod AB's mål, som publikum forventede, at Niels Bohr ville løbe ud og samle op, men han reagerede først, da en tilskuer råbte ham op, og bolden gik i mål. Efter kampen måtte han erkende, at hans tanker var omkring et matematisk problem, som han havde forsøgt at løse ved at foretage nogle udregninger på indersiden af den ene målstolpe.
En anden central skikkelse i AB's første tid var departementschef Charles Buchwald, som spillede på landsholdet i både fodbold og cricket og var med til at sikre AB københavnsmesterskabet i fodbold i 1899 og 1900.

### Baneejende på Tagensvej
I 1902 nedsatte AB et arbejdsudvalg, som havde til formål at gøre AB til en baneejende klub, som KB og B93 kort forinden var blevet. Udvalget skaffede 60.000 kr. til finansieringen af anlægget, som primært kom fra rentefri obligationslån fra supportere af klubben. I efteråret 1902 lejede klubben seks tønder land på Lammefælleden ved Tagensvej i København af Københavns Kommune til etableringen af et nyt anlæg, som blev taget i brug allerede i 1903.
Kort efter etableringen af det nye træningsanlæg fik AB også en ny hjemmebane. Interessen for idræt var tiltagende i begyndelsen af det 20. århundrede, og af den grund fremlagde Københavns borgmester Jens Jensen i 1906 et forslag til etableringen af en idrætspark, hvilket Københavns Borgerrepræsentation året efter fik bevilget 1.264.450 kr. til anlæggelsen af. I 1911 stod Københavns Idrætspark færdig, og anlægget blev hjemmebane for det danske fodboldlandshold samt de københavnske fælledklubber, herunder AB.
AB's fodboldspil udviklede sig drastisk, da man gik fra den ujævne jord på de gamle fælleder til gode baner på et rigtigt træningsanlæg. De gode resultater AB havde opnået hidtil i københavnsmesterskabet udeblev dog i perioden efter flytningen til Tagensvej, og det blev til en lang række placeringer som nummer to, tre og fire. Et højdepunkt i perioden efter flytningen til de nye baner var dog, da holdet i 1907 spillede 2-2 mod professionelle Middlesbrough F.C. fra England. I 1912 nåede de dårlige resultater et nyt lavpunkt, da AB endte sidst og måtte spille nedrykningskamp mod ØB. AB vandt dog nedrykningskampen 3-1 og reddede sig dermed fra nedrykning.
I 1910'erne begyndt resultaterne at blive bedre igen, og i 1914 deltog AB i sin første pokalfinale, der dog blev tabt med 3-4 til KB. I 1919 vendte heldet omsider, da AB vandt sit første danmarksmesterskab efter at have besejret B1901 3-0 i finalen i Idrætsparken i København. KBU's turnering, som førte til finalen i danmarksturneringen, blev vundet på overbevisende manér med 11 sejre og kun ét nederlag, og en målscore på 46-16. I 1921 vandt AB igen danmarksmesterskabet, da AGF blev besejret 3-0 i Aarhus Idrætspark af et hold bestående af mange af de samme spillere, som havde vundet danmarksmesterskabet to år tidligere.
I årene på Tagensvej etablerede AB og BK Frem et samarbejde om at arrangere såkaldte "englænderkampe", som også KB og B93 havde gjort det med stævnet, hvor professionelle udenlandske klubhold blev inviteret til en fodboldturnering i København. Englænderkampene genererede store tilskuerindtægter for de arrangerende klubber i kraft af den store interesse for at se de professionelle engelske hold.

### Flytning til Nørre Allé
I 1919 opsagde Københavns Magistrat lejemålet til AB's anlæg på Tagensvej per 1. oktober 1919, og AB blev derfor sat i udsigt pludseligt at stå helt uden et træningsanlæg efter at have haft træningsanlæg på Tagensvej i 16 år. AB fik dog forhandlet en ændring af aftalen, som betød, at klubben måtte acceptere en nedsættelse af opsigevarslet for anlægget til én måned, og at AB derfor kunne bruge anlægget frem til, at grunden skulle tages i brug. Den 1. januar 1922 opsagde magistraten endeligt lejemålet, da der skulle bygges på grunden. AB var fra da af henvist til igen at spille på fælleden, og fik i den forbindelse lov til midlertidigt at benytte et stykke af Rigshospitalets grund, hvor omklædning måtte foregå i et skur uden bad.
Med politimester Johan Parker som ny formand i AB fra 1922 lykkedes det AB i 1923 igen at blive baneejende. Statens Gymnastikinstitut blev opført og indviet ved Nørre Allé i København den 10. marts 1923. På instituttet skulle der indrettes træningsbaner, hvilket AB fik lov til at administrere for et område på 10 tønder land. Staten stod for alle udgifter til jordarbejde, mens AB stod for udgifterne til anlæggelsen af de øvrige faciliteter, hvilket løb op i 100.000 kr. AB nedsatte i den forbindelse et baneudvalg med formand J. Parker i spidsen til at arbejde med at skaffe finansiering til det nye anlæg. Udvalget oplevede stor støtte fra mange kendte personer i den akademiske verden, som hjalp til med at skabe opmærksomhed om behovet for finansiering. Københavns Kommune støttede med et lån på 40.000 kr. og AB havde selv opsparet 40.000 kr. gennem en banefond. Herefter manglede 20.000 kr., som generøst blev ydet som et lån af BK Frem. Arbejdet på de nye baner begyndte i juni 1923, og 29. oktober 1923 var der rejsegilde på AB's nye klubhus, som var tegnet af arkitekt Carl Brummer. 13. september 1924 stod banerne klar og anlægget blev indviet under deltagelse af blandt andre borgmester Jens Jensen og Københavns Universitets rektor.
Sportsligt klarede AB's fodboldhold sig jævnt i årene efter flytningen til Nørre Allé, og holdet lå i mange år i træk i midten og bunden af rækken. De forbedrede forhold på Nørre Allé var dog gode for cricketholdet, som i begyndelsen af 1920'erne vandt cricketturneringen adskillige gange, og også tennisspillerne forbedrede spillet på de nye moderne røde grusbaner. I midten af 1930'erne begyndte heldet at vende igen for fodboldholdet. I 1936 blev AB således nummer to i danmarksturneringen og vandt sin første pokalfinale, da KB blev slået med 3-1 i finalen den 1. november. Pokalmesterskabet gav spillerne blod på tanden, og holdet trænede hårdt over vinteren for at forbedre fysikken. Den hårde træning gav afkast, da klubbens tredje danmarksmesterskab blev hjemført året efter i 1937.
I slutningen af 1920'erne steg antallet af medlemmer i ungdomsafdelingen støt, og AB begyndte samtidig at inddele holdene efter styrke. Med et stærkt trænerteam under ledelse af Carl "Skomager" Hansen opnåede ungdomsafdelingen i denne periode stor succes og vandt juniorturneringen i 1928, 1929, 1930, 1932, 1933, 1937 og 1938.

### Guldalderen
I 1939 kunne AB fejre 50-års jubilæum på restauranten Nimb i København, samtidig med at klubben kunne indlede en guldalderperiode, som indbragte AB de bedste sportslige præstationer i klubbens historie. Ved jubilæet udnævntes Charles Buchwald, Holger Forchhammer, Carl Andersen samt Leo Frederiksen til æresmedlemmer. Samtidig tildeltes Harald Bohr, Paul Berth, Hans Møller og Aage Neergaard klubbens guldemblem. I forbindelse med jubilæet havde Niels Bohr indspillet en lykønskning fra USA på en grammofonplade, hvor han blandt andet sagde:
| Citat | Ikke mindst for den studerende ungdom er jo sporten en uvurderlig kilde til udhviling og forfriskelse efter det stillesiddende liv og de åndelige anstrengelser, selvom forståelsen af den legemlige opdragelse og den selvdisciplin, som deltagelse i sportslivet har givet os, først og ikke længere tålte de anstrengelser, vi som yngre kunne byde os. Vi mindes med tak de mænd, der med så stort fremsyn og så stor begejstring for 50 år siden tog de første vanskelige skridt til skabelsen af Akademisk Boldklub, og jeg vil gerne bringe min personlige tak til den gamle klub for alle de mange glæder og minder, som den har givet mig, og udtale mine allervarmeste ønsker for dens fortsatte trivsel til styrkelse og opdragelse for den studerende ungdom i Danmark. | Citat |
|       | |       |

I 1939 begyndte også optakten til 2. verdenskrig at kunne mærkes i Europa. Sportsligt betød krigen, at meget internationalt sportssamarbejde blev afbrudt, men også, at interessen for sport steg, da udbuddet af fritidsaktiviteter var begrænset. Medlemstallet i AB steg i krigstiden til over 1.000. Tilskuertallet til AB's kampe var i denne periode omkring 30.000, og i alt 127.800 personer overværede AB's kampe i forårssæsonen i 1943. I efteråret 1943 nedlagde Tyskland forbud mod at overvære boldspil, og der var dermed ingen tilskuere til AB's kampe i denne periode. Da forbuddet igen blev ophævet strømmede folk til for at se fodbold, og i 1944 overværede hele 43.000 tilskuere AB spille DM-finale mod BK Frem i Idrætsparken i København. Krigen ramte dog også enkeltindivider på AB's hold, hvor besættelsesmagten i løbet af krigen arresterede Arne Kleven, Poul Petersen og Svend Albrechtsen. Krigen havde dog også betydet, at sammenholdet på AB's hold var blevet tættere, og at mange af de bedste spillere valgte at blive i klubben i gennem en længere periode.
I AB opfostredes i løbet af 1940'erne en ny generation af talentfulde spillere som Knud Bastrup-Birk, Georg Dahlfeldt og Karl Aage Hansen, som var med til at sikre AB stor sportslig succes. Holdet havde i forvejen en stærk grundstamme af etablerede spillere, bestående af blandt andre Eyolf Kleven og Knud Lundberg, som var på landsholdet i tre sportsgrene (fodbold, håndbold og basketball). Med den tidligere AB-spiller Arne Kleven i spidsen som træner for førsteholdet vandt AB i 1940'erne adskillige pokalfinaler, danmarksmesterskaber samt sølv- og bronzemedaljer. Det blev således til danmarksmesterskab i 1943, 1945 og 1947, sølvmedaljer i 1942, 1944 og 1949 samt bronzemedaljer i 1946 og 1948. AB vandt pokalfinalen i 1942, 1944, 1945 og 1949 og var desuden pokalfinalister i 1946. Ved de olympiske lege i London i 1948, hvor det danske fodboldlandshold vandt bronze, havde AB seks spillerede med på holdet: Karl Aage Hansen, Knud Bastrup-Birk, Knud Lundberg, Poul Petersen, Ivan Jensen samt Holger Seebach. Den store succes ved OL gjorde, at flere spillere blev solgt til udlandet, herunder Karl Aage Hansen, som fik en karriere på hold som Huddersfield, Atalanta, Juventus og Sampdoria. I december 1948 drog AB's førstehold på vintertur til Barcelona i Spanien og Algier i Algeriet, hvor det blandt andet blev til to kampe mod FC Barcelona, som hver blev overværet af omkring 40.000 tilskuere. Den første kamp endte uafgjort 1-1, mens den anden kamp blev tabt 1-2.
AB's sportslige succes fortsatte ind i 1950'erne, hvor en ny generation af spillere sikrede, at AB mellem 1950–1958 hvert år fik en placering i top-4. Det blev til danmarksmesterskaber i 1951 og 1952, og pokalfinalen blev vundet i 1950, mens det blev til en pokalfinaleplads i 1953 og 1956. I 1960 sluttede Knud Lundberg sin karriere som 40-årig efter 340 kampe for AB's førstehold. AB rykkede samme år ned i landets næstbedste række – for første gang nogensinde. Året efter rykkede AB dog tilbage i den bedste række.

### Udflytning til Gladsaxe
I 1958 opsagde Undervisningsministeriet, som var ejer af den grund hvorpå AB's træningsanlæg lå, AB's brugsret til dele af anlægget på Nørre Allé grundet planer om at bygge et flyvemedicinsk institut. Dette skete på trods af, at ministeriet tidligere havde tilkendegivet, at AB ikke behøvede at frygte en opsigelse, og at AB som følge deraf i 1949 havde påbegyndt en udvidelse af klubhuset og en forbedring af anlægget, så de samlede investeringer i anlægget løb op i cirka 700.000 kr. På trods af protester fra AB's bestyrelse og det faktum, at AB gennem sit bidrag til studenteridrætten gennem de foregående 70 år havde friholdt universitetet fra at varetage denne opgave, valgte ministeriet at opsige brugsretten til hele anlægget endeligt per 1. april 1962. Samtidig kunne ministeriet ikke anvise AB til et andet areal i København.
Klubben fik lov til i en periode at benytte anlægget på trods af opsigelsen af brugsretten, men udsigterne til snarligt at stå helt uden et anlæg satte skub i forhandlingerne med omegnskommunerne om en flytning af klubben. AB kontaktede mange af omegnskommunerne, men kun Gladsaxe Kommune mødte klubben med både velvilje og realisme. Flytningen til Gladsaxe blev hjulpet på vej af kommunens borgmester Erhard Jacobsen, som ønskede at gøre Gladsaxe til en foregangskommune. Dette indebar at få en eliteidrætsklub til kommunen, men også etableringen af andre store projekter i kommunen, herunder Høje Gladsaxe og TV-Byen. Samtidig var der stor støtte til flytningen fra kommunalbestyrelsen, idrætsudvalget, kommunens ingeniører og Bagsværd Idrætsforening, som tilbød at indgå i en sammenslutning med AB.
Efter tovtrækkeri og modstand blandt både medlemmerne af AB og Bagsværd Idrætsforening, vedtog klubberne hver for sig i 1961 en sammenslutning. I AB skulle der dog tre generalforsamlinger til, før der kunne nås til enighed blandt medlemmerne. De to klubber afholdt herefter stiftende generalforsamling den 17. januar 1962, hvor sammenslutningen blev en realitet. For AB indebar sammenslutningen og udflytningen et unionsskifte fra KBU til SBU. Samtidig betød sammenslutningen, at medlemskab fremover kunne gives til "uberygtede personer", så universitetstilknytning dermed ikke længere var påkrævet for at blive medlem af klubben. Dele af klubbens akademiske islæt blev dog bevaret ved at indføje bestemmelser i den sammensluttede forenings vedtægter om, at klubbens navn ikke måtte ændres og at personer under uddannelse kunne blive medlemmer under særligt favorable vilkår. Samtidig blev det indskrevet i formålsparagraffen, at det skulle være klubbens formål at give studerende ved universiteter og højere læreanstalter adgang til at dyrke boldspil. Sammenslutningen med Bagsværd Idrætsforening betød desuden, at AB fik håndbold på programmet, så klubben fra da af tilbød fire sportsgrene – fodbold, cricket, tennis og håndbold.
Under forhandlingerne om en sammenslutning med Bagsværd Idrætsforening vedtog Gladsaxe Kommunes kommunalbestyrelse at købe et stykke jord på 12 hektar ved Skovbrynet i Bagsværd, som var udset til nyt træningsanlæg, hvis forhandlingerne skulle gå igennem. Da forhandlingerne endelig gik igennem påbegyndtes byggeriet af anlægget, som indeholdt otte fodboldbaner og en indendørshal, som med tre tennisbaner, restaurant, omklædningsrum og mødelokaler var det største i Nordeuropa på det tidspunkt. I 1965 stod anlægget klar, og AB's udflytning fra Nørrebro til Gladsaxe var en realitet. AB havde nu træningsanlæg på Skovdiget i Bagsværd og førsteholdets hjemmekampe blev spillet på Gladsaxe Idrætspark Marielyst.
Udflytningen til Gladsaxe kom hurtigt til at skabe udfordringer for AB. På det sociale plan skulle et nyt fællesskab opbygges – både i klubben og til de nye modstanderhold. Det venskabelige forhold til modstanderklubberne i København var væk, da AB nu var en del af SBU. Økonomisk blev AB gældssat grundet høje udgifter til etableringen af det nye træningsanlæg samt af faldende indtægter, som skyldtes lave tilskuertal og en stagnerende medlemstilgang.
Sportsligt bød udflytningen til Gladsaxe på både op- og nedture. AB's ynglingehold vandt danmarksmesterskabet i 1963 for første gang i klubbens historie. En stor del af holdet blev senere grundstammen på seniorholdet, der med en gennemsnitsalder på 22 år i 1967 vandt AB's seneste danmarksmesterskab under ledelse af Mario Astorri. Holdet spillede teknisk og hurtig fodbold, hvilket de havde tilegnet sig i deres ungdomsår, hvor de blev trænet af blandt andre Carl "Skomager" Hansen og Knud Lundberg. Sidstnævnte fungerede som deres tekniske træner og satte ofte holdet til at spille "tjøns" – en træningsleg opfundet i AB, hvor der spilles teknisk spil i snævre rum mellem støvleskamler. I 1970 var AB ét mål fra at vinde klubbens 10. mesterskab, da man ved sæsonens sidste kamp lå á point med B1903, som dog havde en bedre målscore. Samme år vandt AB'eren Jan Larsen prisen som årets spiller. Kåringen af årets spiller er et initiativ, der blev iværksat af Knud Lundberg i 1961, og som stadig kåres i dag.
I slutningen af 1960'erne og starten af 1970'erne deltog AB i europæisk fodbold i UEFA Champions League og UEFA Europa League grundet klubbens gode placeringer i danmarksturneringen. Her blev det til kampe mod blandt andre FC Zürich, AEK Athen, RSC Anderlecht og Dundee United.  I 1968 opnåede AB det bedste resultat i europæisk fodbold i klubbens historie, da holdet havde kvalificeret sig til 2. runde af Champions League efter at have slået schweiziske FC Zürich samlet 4-3 i 1. runde. Modstanderen i 2. runde var græske AEK Athen. Første kamp blev spillet på udebane, og her endte det uafgjort 0-0. AB skulle derfor bruge en sejr på hjemmebane for at gå videre til kvartfinalerne i Champions League. I returopgøret i Idrætsparken i København var AB længe med i kampen, da det stod 0-0 et godt stykke ind i 2. halvleg. Kampen blev dog afbrudt af demonstranter, som løb på banen for at demonstrere mod Junta-styret i Grækenland. Kampens dommer truede med at taberdømme AB grundet tumulten, men AB's spillere fik demonstranterne gennet ud af banen så de kunne fortsætte kampen. Kampen blev herefter genoptaget, men AB's spillere var mærkede af opbruddet i spillet og endte med at tabe 0-2.
I de efterfølgende år oplevede AB en længerevarende sportslig nedtur. I størstedelen af 1970'erne og frem til 1985 var AB at finde i landets næstbedste række, og i 1985 kulminerede den sportslige nedtur, da AB for første gang rykkede ned i landets tredjebedste række. I 1988 var AB tæt på at rykke helt ud af divisionerne for første gang nogensinde i klubbens historie, da klubben ved sidste runde lå á point med lokalrivalerne fra Gladsaxe Hero, som rykkede ned i danmarksserien på en dårligere målscore. Beslutningen om at indføre professionelle forhold i dansk fodbold i 1978 blev hård for AB, som kæmpede både økonomisk og sportsligt med at tilpasse sig den nye virkelighed.

### Optur i 1990'erne
I starten af 1990'erne oplevede AB igen sportslig fremgang, da en grundstamme af talentfulde spillere, som havde været i AB i mange år, var med til at føre AB op igennem rækkerne. Disse spillere forblev i AB selvom de havde tilbud fra klubber i den bedste danske række, og de tilførte dermed holdet kontinuitet og kvalitet. Igennem hele AB's levetid har kulturen i klubben været præget af en både seriøs og legende indstilling til fodboldsporten præget af et stærkt sammenhold mellem medlemmerne af klubben. Dette sammenhold var afgørende for AB's succes i krigstiden og i 1960'erne ligesom det var det i 1990'erne, da mange af datidens bedste spillere blev på holdet over en længere periode frem for at skifte til andre klubber. Blandt disse spillere var René Henriksen, som senere blev landsholdsanfører og fik 66 A-landskampe på CV'et; Peter Rasmussen, som har klubrekorden i flest kampe med 394 kampe og i dag er klubbens administrerende direktør samt Peter Frandsen, som spillede 392 kampe for AB og senere blev cheftræner for holdet. Dette hold af stærke AB-spillere førte AB op i 1. division i 1993 under ledelse af den tidligere danmarksmester for AB Johnny Petersen. Holdet sluttede som nummer tre i 2. division øst og kvalificerede sig dermed til to playoffkampe mod Nørresundby Boldklub. Kampene endte 3-3 på udebane og 2-2 på hjemmebane, og AB var dermed sikret en oprykning for første gang siden 1972. AB's angriber Finn Buchardt blev samme år kåret af Spillerforeningen som årets profil i 2. division øst.
Efter et par sæsoner i 1. division kom Tonni Nielsen til som ny cheftræner i AB i 1996, og han var med til at føre holdet til pokalfinalen i landspokalturneringen. AB havde forinden slået Brøndby IF ud i kvartfinalen, men måtte dog se sig slået af FCK i finalen. AB rykkede samme år op i Superligaen – bare to år efter oprykningen til 1. division – efter at være endt som nummer to i 1. division. AB var dermed tilbage i den bedste danske række for første gang siden 1973. I 1997 kom Christian Andersen til som ny cheftræner. Christian Andersen stod for offensiv og teknisk betonet fodbold, hvilket AB blev kendt for i slutningen af 1990'erne. Han fortsatte udviklingen af den stærke grundstamme af klubfolk og tilførte i 1997 yderligere forstærkninger i form af blandt andre Chris Hermansen, Claus Thomsen og Brian Steen Nielsen. Den sportslige optur kulminerede i 1999, da det blev til bronzemedaljer i superligaen og sejr i pokalfinalen mod AaB på 2-1.
I sæsonen 1998/1999 så det ellers længe ud til, at AB skulle vinde klubbens 10. danmarksmesterskab, da klubben afsluttede efterårssæsonen som nummer ét med fire point ned til FCK på andenpladsen. I vinterpausen meddelte Christian Andersen dog, at han efter sæsonen ville forlade AB for at blive cheftræner for FCK, som havde ført hemmelige forhandlinger med ham. Ledelsen i AB valgte herefter at suspendere Christian Andersen øjeblikkeligt og indhentede i stedet Ole Mørch som erstatning. Årsagen til Christian Andersens skifte var ifølge ham selv, at AB's daværende administrerende direktør Per Frimann havde løjet til ham i forbindelse med salget af Claus Thomsen til tyske VfL Wolfsburg. Claus Thomsen ringede samme aften som handlen var blevet lukket til Christian Andersen og fortalte ham om handlen. Den opringning kendte Per Frimann ikke til, da han dagen efter spurgte Christian Andersen om han havde noget imod, at klubben solgte Claus Thomsen – på trods af, at handlen allerede var gennemført. Skiftet til FCK blev dermed Christian Andersens straf til AB's ledelse for at have løjet. AB's nye træner Ole Mørch ændrede en del taktisk på det hold, der i efteråret havde været det bedste i superligaen, hvilket gjorde ham upopulær i spillertruppen. Samtidig udeblev de gode resultater i forårssæsonen, hvilket betød, at AB endte på en tredjeplads. I foråret blev Ole Mørch fyret, angiveligt efter spillerpres, efter kun en halvsæson i klubben.
I sæsonen 1999/2000 vandt AB igen bronzemedaljer og i 2001 deltog AB igen i pokalfinalen, hvor holdet dog tabte 1-4 til Silkeborg IF. I tiden i superligaen havde AB et hold bestående af mange unge talenter, hvoraf flere vandt DBU's Talentpris. Peter Løvenkrands vandt således i 1998, Martin Albrechtsen vandt i 2000 og Stephan Andersen vandt i 2003. Peter Løvenkrands blev desuden i 2000 kåret af Spillerforeningen som årets talent.
Efter et par år med nedadgående resultater rykkede AB i 2004 ned i 1. division. I løbet af sæsonen blev AB fratrukket ni point, da klubben havde brugt spilleren "Ali Akida" (Emmanuel Ake Richard Muttendango) under falsk identitet.

### Økonomisk krise
AB's seneste sportslige blev startet af klubfolk, som spillede AB op igennem rækkerne, men succesen i slutningen af 1990'erne skyldtes også, at en række pengemænd med Bent Jakobsen, Denis Jørgen Flemming Holmark og Torben Mærsk i spidsen på kort tid fik transformeret AB fra forening til professionel fodboldforretning og rejst store kapitalsummer igennem en børsintroduktion.
I sæsonen 1997/1998 indførte bestyrelsen fuldtidsprofessionalisme i AB, og der blev satset stort på at opnå sportslig succes med ansættelsen af Christian Andersen som cheftræner og med indkøb af flere profiler. Bestyrelsen ønskede at gøre AB til en magtfaktor i dansk fodbold igen og satsede på en forretningsplan, der baserede sig på køb og salg af spillere, sportslig succes, tv-indtægter, entreindtægter, merchandise-salg og talentavl.
Den 24. november 1997 blev AB omdannet fra et anpartsselskab til et aktieselskab, og aktiekapitalen blev samtidig udvidet til 36,7 mio. kr. Pengene skulle investeres i væsentlige opgraderinger af holdet. Samtidig påbegyndtes en drastisk udbygning af Gladsaxe Stadion med en ny langsidetribune og sponsorlounge, som skulle skabe fundamentet for en moderne fodboldforretning.
I 1998 pressede de nye pengemænd administrerende direktør gennem seks år, Henrik Mostrup, ud af ledelsen og ansatte i stedet den tidligere AB-profil Per Frimann som ny administrerende direktør. Kort tid efter – i november 1998 – blev AB introduceret på Københavns Fondsbørs, hvor klubben hentede 93.000.000 kr. til kurs 115.
I de efterfølgende år blev der investeret enorme summer i spillertruppen for at forstærke det sportslige setup. AB indkøbte i slutningen af 1990'erne og starten af 2000'erne en lang række dyre spillere, herunder spillere som Rasmus Daugaard, Abdul Sule, Michael Johansen, Jesper Falck, Steven Lustü og Christian Lundberg. Samtidig blev mange profiler solgt fra for at skabe balance i regnskabet, herunder René Henriksen, Peter Løvenkrands, Tommy Løvenkrands, Chris Hermansen, Allan Olesen, Jan Michaelsen, Steven Lustü og Martin Albrechtsen. AB havde dog købt for mange spillere for dyrt, hvilket betød, at der ikke blev tjent penge nok til at skabe balance i regnskabet. På trods af en stor egenkapital fra børsintroduktionen i 1998 og adskillige store millionsalg til flere internationale topklubber, så var der alligevel blodrøde tal i årsregnskaberne i især de første år af 2000'erne. I årsregnskabet for 2000/2001 var underskuddet på 36.392.000 kr., og tiltag til reduktion af driftsudgifterne blev derfor igangsat. Samtidig gik der rygter om en mulig konkurs og en fusion med FCK, hvilket dog blev afvist. I 2001 blev Per Frimann, som i et interview i 1998 havde udtalt, at "jeg er ikke manden, der laver budget og styrer økonomien", afsat som administrerende direktør for AB og flyttet til en rolle som sportsdirektør.. I 2002 var underskuddet fortsat stort på 21.472.000 kr. Per Frimann valgte at fratræde som sportsdirektør den 19. april 2002.
På trods af yderligere tiltag for at rette op på økonomien havde AB fortsat et stort underskud på 15.941.000 kr. i 2003. I denne periode igangsatte bestyrelsesformand Mogens Trygve Lied Flagstad og bestyrelsesnæstformand Allan Kim Pedersen en undersøgelse af mulighederne for en fusion med Farum Boldklub for at forbedre klubbens fremtidige økonomiske grundlag. Begge personer forlod dog bestyrelsen efter at moderklubbens hovedbestyrelse havde meddelt selskabet og offentligheden, at man forholdt sig kritisk til den iværksatte undersøgelse.
I de efterfølgende år igangsattes en slankning af virksomheden, som var nødvendig efter den skånselsløse brug af kapital i de forgangne år. Slankningen betød dog, at man måtte sælge de sidste profiler så som Nicolai Stokholm, Rasmus Daugaard, Mohamed Zidan og Stephan Andersen. Salget af profiler og den dårlige økonomi betød, at de sportslige resultater begyndte at svigte, hvilket betød, at klubben i 2004 rykkede ned i 1. division. I 2005 blev AB afnoteret fra fondsbørsen for at spare penge og der blev oprettet et nyt selskab til klubbens fremtidige drift.

### AB i nyere tid
Efter at have slanket virksomheden og stabiliseret økonomien i midten af 2000'erne, satsede AB i 2007 på Vision 2010, der skulle munde ud i en tilbagevenden til Superligaen inden 2010. AB havde på det tidspunkt et talentfuldt hold med mange spillere fra egne rækker, som i 2008 havde vundet danmarksmesterskabet for ynglinge med AB. Satsningen var tæt på at lykkes med en tredjeplads i 2009 og en fjerdeplads i 2010, men den mislykkedes og efterlod igen AB i økonomiske problemer. Som følge heraf blev aktieselskabet AB A/S i juni 2012 reddet fra konkurs af et flertal i Gladsaxe Byråd. I september 2012 skiftede klubben navn til Akademisk Boldklub Gladsaxe for at markere klubbens tilknytning til lokalområdet.
I årene efter Vision 2010 oplevede AB dårligere sportslige resultater, og i tre år i træk – fra 2012–2014 – blev eksistensen i 1. division reddet i sidste spillerunde. I 2012 reddede AB sig ved at vinde 3-1 mod Hobro IK, i 2013 reddede klubben sig ved at vinde 4-2 mod Lyngby FC og i 2014 blev redningen sikret ved at spille 3-3 mod HB Køge. I 2015 gik den ikke længere, og AB rykkede ned i 2. division. Klubben var dermed tilbage i den tredjebedste række for første gang siden 1993. I 2016 rykkede AB op i 1. division igen, men året efter rykkede klubben igen ned i 2. division, hvor den i øjeblikket spiller.
AB har i dag omkring 1.500 medlemmer og en profileret ungdomsafdeling, som har opfostret talenter som Nicolai Jørgensen, Rasmus Thelander, Oliver Lund, Klaus Lykke og Lukas Lerager. Klubben understøtter ungdomsarbejdet gennem Vision Hjerne & Hjerte, som har til formål at sikre, at ungdomsspillerne også får en uddannelse. Som en del af visionen indgår AB desuden i samarbejdet Sport College Gladsaxe, som hjælper unge elitespillere med at få uddannelse og træning til at gå op i en højere enhed.
AB driver i dag Copenhagen Sport & Eventpark centreret omkring faciliteterne på Gladsaxe Stadion.
I november 2022 blev aktiemajoriteten i AB opkøbt af den britisk-amerikanske investorgruppe Five Castles Football Group LLC.

## Resultater

### Titler
- Danmarksmesterskabet i fodbold[36]

- - Dannmarksmestre (ni gange): 1919, 1921, 1937, 1943, 1945, 1947, 1951, 1952, 1967.
  - Sølv (ti gange): 1917, 1932, 1936, 1942, 1944, 1949, 1950, 1955, 1957, 1970.
  - Bronze (otte gange): 1929, 1939, 1946, 1948, 1954, 1956, 1999, 2000.
- Landspokalturneringen[37]
  - Vinder (én gang): 1999.
  - Pokalfinalister (tre gange): 1956, 1995, 2001.
- Super Cup[38]
  - Vinder (én gang): 1999.
- Københavnsmesterskabet i fodbold[39]
  - Københavnsmestre (otte gange): 1890, 1892, 1893, 1894, 1895, 1896, 1899, 1900.
  - Sølv (fem gange): 1891, 1897, 1898, 1901, 1908.
  - Bronze (tre gange): 1904, 1905, 1907.
- Københavns pokalturnering
  - Vinder (seks gange): 1936, 1942, 1944, 1945, 1949, 1950.
  - Pokalfinalister (seks gange): 1914, 1915, 1925, 1931, 1946, 1953.

### Sæsoner
AB's placeringer i danmarksturneringen siden den blev etableret i 1927.
| Sæson     | Divisionsnavn                     | Divisionsniveau | Placering | Note         |
| --------- | --------------------------------- | --------------- | --------- | ------------ |
| 2024–25   | 2. division, oprykningsspil       | Tredjebedste    | 4         |              |
| 2023–24   | 2. division, oprykningsspil       | Tredjebedste    | 5         |              |
| 2022–23   | 2. division, oprykningsspil       | Tredjebedste    | 5         |              |
| 2021–22   | 2. division, oprykningsspil       | Tredjebedste    | 5         |              |
| 2020–21   | 2. division, gruppe 2             | Tredjebedste    | 3         |              |
| 2019–20   | 2. division, oprykningsspil       | Tredjebedste    | 7         |              |
| 2018–19   | 2. division, oprykningsspil       | Tredjebedste    | 5         |              |
| 2017–18   | 2. division, nedrykningsspil      | Tredjebedste    | 2         |              |
| 2016–17   | 1. division                       | Næstbedste      | 12        | ↓ Nedrykning |
| 2015–16   | 2. division, oprykningsspil       | Tredjebedste    | 1         | ↑ Oprykning  |
| 2014–15   | 1. division                       | Næstbedste      | 11        | ↓ Nedrykning |
| 2013–14   | 1. division                       | Næstbedste      | 10        |              |
| 2012–13   | 1. division                       | Næstbedste      | 10        |              |
| 2011–12   | 1. division                       | Næstbedste      | 11        |              |
| 2010–11   | 1. division                       | Næstbedste      | 9         |              |
| 2009–10   | 1. division                       | Næstbedste      | 4         |              |
| 2008–09   | 1. division                       | Næstbedste      | 3         |              |
| 2007–08   | 1. division                       | Næstbedste      | 6         |              |
| 2006–07   | 1. division                       | Næstbedste      | 10        |              |
| 2005–06   | 1. division                       | Næstbedste      | 12        |              |
| 2004–05   | 1. division                       | Næstbedste      | 11        |              |
| 2003–04   | Superligaen                       | Bedste          | 12        | ↓ Nedrykning |
| 2002–03   | Superligaen                       | Bedste          | 9         |              |
| 2001–02   | Superligaen                       | Bedste          | 5         |              |
| 2000–01   | Superligaen                       | Bedste          | 10        |              |
| 1999–2000 | Superligaen                       | Bedste          | 3         | Bronze       |
| 1998–99   | Superligaen                       | Bedste          | 3         | Bronze       |
| 1997–98   | Superligaen                       | Bedste          | 5         |              |
| 1996–97   | Superligaen                       | Bedste          | 10        |              |
| 1995–96   | 1. division                       | Næstbedste      | 2         | ↑ Oprykning  |
| 1994–95   | 1. division, kvalifikationsligaen | Næstbedste      | 7         |              |
| 1993–94   | 1. division                       | Næstbedste      | 6         |              |
| 1992–93   | 2. division                       | Tredjebedste    | 3         | ↑ Oprykning  |
| 1991–92   | 2. division vest, slutspil        | Tredjebedste    | 2         |              |
| 1991–92   | 2. division øst, grundspil        | Tredjebedste    | 5         |              |
| 1991      | 2. division øst                   | Tredjebedste    | 3         |              |
| 1990      | 3. division øst                   | Tredjebedste    | 2         |              |
| 1989      | 3. division øst                   | Tredjebedste    | 5         |              |
| 1988      | 3. division øst                   | Tredjebedste    | 12        |              |
| 1987      | 3. division øst                   | Tredjebedste    | 7         |              |
| 1986      | 3. division øst                   | Tredjebedste    | 3         |              |
| 1985      | 2. division                       | Næstbedste      | 13        | ↓ Nedrykning |
| 1984      | 2. division                       | Næstbedste      | 4         |              |
| 1983      | 2. division                       | Næstbedste      | 6         |              |
| 1982      | 2. division                       | Næstbedste      | 5         |              |
| 1981      | 2. division                       | Næstbedste      | 8         |              |
| 1980      | 2. division                       | Næstbedste      | 5         |              |
| 1979      | 2. division                       | Næstbedste      | 4         |              |
| 1978      | 2. division                       | Næstbedste      | 10        |              |
| 1977      | 2. division                       | Næstbedste      | 13        |              |
| 1976      | 2. division                       | Næstbedste      | 9         |              |
| 1975      | 2. division                       | Næstbedste      | 10        |              |
| 1974      | 2. division                       | Næstbedste      | 6         |              |
| 1973      | 1. division                       | Bedste          | 11        | ↓ Nedrykning |
| 1972      | 2. division                       | Næstbedste      | 1         | ↑ Oprykning  |
| 1971      | 1. division                       | Bedste          | 12        | ↓ Nedrykning |
| 1970      | 1. division                       | Bedste          | 2         | Sølv         |
| 1969      | 1. division                       | Bedste          | 6         |              |
| 1968      | 1. division                       | Bedste          | 9         |              |
| 1967      | 1. division                       | Bedste          | 1         | Guld         |
| 1966      | 1. division                       | Bedste          | 6         |              |
| 1965      | 2. division                       | Næstbedste      | 1         | ↑ Oprykning  |
| 1964      | 1. division                       | Bedste          | 11        | ↓ Nedrykning |
| 1963      | 1. division                       | Bedste          | 9         |              |
| 1962      | 1. division                       | Bedste          | 7         |              |
| 1961      | 2. division                       | Næstbedste      | 2         | ↑ Oprykning  |
| 1960      | 1. division                       | Bedste          | 11        | ↓ Nedrykning |
| 1959      | 1. division                       | Bedste          | 7         |              |
| 1958      | 1. division                       | Bedste          | 8         |              |
| 1956–57   | 1. division                       | Bedste          | 2         | Sølv         |
| 1955–56   | 1. division                       | Bedste          | 3         | Bronze       |
| 1954–55   | 1. division                       | Bedste          | 2         | Sølv         |
| 1953–54   | 1. division                       | Bedste          | 3         | Bronze       |
| 1952–53   | 1. division                       | Bedste          | 4         |              |
| 1951–52   | 1. division                       | Bedste          | 1         | Guld         |
| 1950–51   | 1. division                       | Bedste          | 1         | Guld         |
| 1949–50   | 1. division                       | Bedste          | 2         | Sølv         |
| 1948–49   | 1. division                       | Bedste          | 2         | Sølv         |
| 1947–48   | 1. division                       | Bedste          | 3         | Bronze       |
| 1946–47   | 1. division                       | Bedste          | 1         | Guld         |
| 1945–46   | 1. division                       | Bedste          | 3         | Bronze       |
| 1944–45   | Kreds III, slutrunden             | Bedste          | 1         | Guld         |
| 1943–44   | Kreds III, slutrunden             | Bedste          | 2         | Sølv         |
| 1942–43   | Kreds III, slutrunden             | Bedste          | 1         | Guld         |
| 1941–42   | Kreds III, slutrunden             | Bedste          | 2         | Sølv         |
| 1940–41   | Kreds III                         | Bedste          | 7         |              |
| 1939–40   | Mesterskabsserien                 | Bedste          | 8         |              |
| 1938–39   | Mesterskabsserien                 | Bedste          | 3         | Bronze       |
| 1937–38   | Mesterskabsserien                 | Bedste          | 5         |              |
| 1936–37   | Mesterskabsserien                 | Bedste          | 1         | Guld         |
| 1935–36   | Mesterskabsserien                 | Bedste          | 2         | Sølv         |
| 1934–35   | Mesterskabsserien                 | Bedste          | 4         |              |
| 1933–34   | Mesterskabsserien                 | Bedste          | 5         |              |
| 1932–33   | Mesterskabsserien                 | Bedste          | 6         |              |
| 1931–32   | Mesterskabsserien                 | Bedste          | 2         | Sølv         |
| 1930–31   | Mesterskabsserien                 | Bedste          | 4         |              |
| 1929–30   | Mesterskabsserien                 | Bedste          | 5         |              |
| 1928–29   | Slutrunden                        | Bedste          | 3         | Bronze       |
| 1927–28   | 2. kreds                          | Bedste          | 4         |              |

Oversigt sidst opdateret: 24. juli 2025.

### Europæisk deltagelse
| Sæson     | Runde | Modstander | Nation     | Hjemme | Ude | V | U | T | Mål | Ref.  |
| --------- | ----- | ---------- | ---------- | ------ | --- | - | - | - | --- | ----- |
| 1968–1969 | 1.    | FC Zürich  | Schweiz    | 1-2    | 3-1 | 1 | 0 | 1 | 4-3 | [ 7 ] |
| 1968–1969 | 2.    | AEK Athen  | Grækenland | 0-2    | 0-0 | 0 | 1 | 1 | 0-2 | [ 7 ] |
| Total     | -     | -          | -          | 1-4    | 3-1 | 1 | 1 | 2 | 4-5 | -     |

| Sæson     | Runde | Modstander              | Nation   | Hjemme | Ude | V | U | T | Mål   | Ref.   |
| --------- | ----- | ----------------------- | -------- | ------ | --- | - | - | - | ----- | ------ |
| 1971–1972 | 1.    | Dundee F.C.             | Skotland | 0-1    | 2-4 | 0 | 0 | 2 | 2-5   | [ 8 ]  |
| 1999–2000 | 1.    | Grasshopper Club Zürich | Schweiz  | 0-2    | 1-1 | 0 | 1 | 1 | 1-3   | [ 41 ] |
| 2000–2001 | Kval. | B36 Tórshavn            | Færøerne | 8-0    | 1-0 | 2 | 0 | 0 | 9-0   | [ 42 ] |
| 2000–2001 | 1.    | SK Slavia Prag          | Tjekkiet | 0-2    | 0-3 | 0 | 0 | 2 | 0-5   | [ 42 ] |
| Total     | -     | -                       | -        | 9-6    | 4-8 | 2 | 1 | 5 | 13-14 | -      |

| Sæson     | Runde | Modstander       | Nation  | Hjemme | Ude | V | U | T | Mål  | Ref.  |
| --------- | ----- | ---------------- | ------- | ------ | --- | - | - | - | ---- | ----- |
| 1970–1971 | 1.    | Sliema Wanderers | Malta   | 7-0    | 3-2 | 2 | 0 | 0 | 10-2 | [ 9 ] |
| 1970–1971 | 2.    | RSC Anderlecht   | Belgien | 1-3    | 0-4 | 0 | 0 | 2 | 1-7  | [ 9 ] |
| Total     | -     | -                | -       | 8-3    | 3-6 | 2 | 0 | 2 | 11-9 | -     |

| Sæson | Runde      | Modstander             | Nation       | Hjemme | Ude  | V | U | T  | Mål     | Ref.   |
| ----- | ---------- | ---------------------- | ------------ | ------ | ---- | - | - | -- | ------- | ------ |
| 1968  | Gruppespil | FC Tirol Innsbruck     | Østrig       | 1-0    | 0-2  | 1 | 0 | 1  | 1-2     | [ 10 ] |
| 1968  | Gruppespil | FC Lausanne-Sport      | Schweiz      | 2-2    | 0-1  | 0 | 1 | 1  | 2-3     | [ 10 ] |
| 1968  | Gruppespil | Eintracht Braunschweig | Tyskland     | 0-2    | 0-0  | 0 | 1 | 1  | 0-2     | [ 10 ] |
| 1971  | Gruppespil | Hertha BSC             | Tyskland     | 0-4    | 1-3  | 0 | 0 | 2  | 1-7     | [ 11 ] |
| 1971  | Gruppespil | FC Zürich              | Schweiz      | 1-2    | 1-4  | 0 | 0 | 2  | 2-6     | [ 11 ] |
| 1971  | Gruppespil | FK AS Trenčín          | Slovakiet    | 0-4    | 1-3  | 0 | 0 | 2  | 1-7     | [ 11 ] |
| 1998  | 2.         | FC Vorskla Poltava     | Ukraine      | 2-2    | 1-1  | 0 | 2 | 0  | 3-3 (u) | [ 43 ] |
| 2002  | 1.         | BATE Borisov           | Hviderusland | 0-2    | 0-1  | 0 | 0 | 2  | 0-3     | [ 44 ] |
| Total | -          | -                      | -            | 6-18   | 4-15 | 1 | 4 | 11 | 10-33   | -      |

Oversigt sidst opdateret: 10. august 2018.

## Nuværende spillertrup
| Nr. | Land     | Position | Spiller            |
| --- | -------- | -------- | ------------------ |
| 1   | Danmark  | MM       | Marcus Bobjerg     |
| 2   | Danmark  | FO       | Jeppe Gertsen      |
| 4   | Tyskland | FO       | Adrien Koudelka    |
| 5   | Danmark  | FO       | Marc Dal Hende     |
| 6   | Danmark  | MI       | Daniel A. Pedersen |
| 7   | Danmark  | AN       | Noah Engell        |
| 10  | Danmark  | AN       | Marco Ramkilde     |
| 11  | Danmark  | AN       | Casper Grening     |
| 14  | Island   | MI       | Ægir Jarl Jónasson |
| 15  | Danmark  | MI       | Søren Ilsøe        |
| 17  | Albanien | MI       | Steven Bala        |
| 19  | Danmark  | AN       | Jonathan Mathys    |
| 20  | Danmark  | AN       | Marcus Immersen    |
| 21  | Danmark  | FO       | Frederik Jørgensen |

| Nr. | Land    | Position | Spiller                 |
| --- | ------- | -------- | ----------------------- |
| 22  | Danmark | MI       | Marco Vesterholm        |
| 23  | Danmark | FO       | Tobias Damtoft          |
| 24  | Danmark | AN       | Osama Murshed           |
| 30  | Danmark | MI       | Alfred Horup            |
| 34  | Danmark | FO       | Mikkel Brund            |
| 37  | Danmark | MI       | Frederik Lindgaard      |
| 39  | Danmark | FO       | Noah Poulsen            |
| 41  | Danmark | AN       | Tobias Hageltorn        |
| 43  | Danmark | FO       | Noah Ibsen              |
| 45  | Danmark | MI       | Noah Maale              |
| 54  | Island  | MM       | Adam Ingi Benediktsson  |
| 88  | Canada  | FO       | O'Vonte Mullings        |
| 99  | Danmark | MM       | Nicholas Christoffersen |

Oversigt sidst opdateret: 11. august 2025.

## Trænerstab
- Joey Guðjónsson
- Fannar Berg Gunnólfsson
- Albert Kaarnøe
- Benjamin Jacobsen
- Konstantinos Ntolaptsis
- Allan Petersen
- Kim Villy Nielsen
- Joakim Starnas
- Andreas Søndergaard

Oversigt sidst opdateret: 11. august 2025.

## Landholdsspillere
Nedenstående tabel er en oversigt over tidligere AB-spillere, som har spillet for deres nations A-landshold.
| Navn                     | Født       | Position | Kampe | Nationalitet | Ref.   |
| ------------------------ | ---------- | -------- | ----- | ------------ | ------ |
| David Ricks              | 16-06-1983 | Målmand  | 1     | Danmark      | [ 47 ] |
| Philip Oslev             | 27-11-1997 | Forsvar  | 5     | Burundi      | [ 48 ] |
| Jabar Sharza             | 06-04-1994 | Midtbane | 8     | Afghanistan  | [ 49 ] |
| Lukas Lerager            | 12-07-1993 | Midtbane | 10    | Danmark      | [ 50 ] |
| Nicolai Jørgensen        | 15-01-1991 | Angreb   | 39    | Danmark      | [ 50 ] |
| Danny Olsen              | 11-06-1985 | Midtbane | 1     | Danmark      | [ 50 ] |
| Mohamed Zidan            | 11-12-1981 | Angriber | 41    | Egypten      | [ 51 ] |
| Stephan Andersen         | 26-11-1981 | Målmand  | 30    | Danmark      | [ 50 ] |
| Emmanuel Ake             | 11-06-1980 | Angreb   | 8     | Kenya        | [ 52 ] |
| Christian Høgni Jacobsen | 12-05-1980 | Angreb   | 50    | Færøerne     | [ 53 ] |
| Martin Albrechtsen       | 31-03-1980 | Forsvar  | 4     | Danmark      | [ 50 ] |
| Peter Løvenkrands        | 29-01-1980 | Angreb   | 22    | Danmark      | [ 50 ] |
| Nicolai Stokholm         | 01-04-1976 | Midtbane | 8     | Danmark      | [ 50 ] |
| Abdul Sule               | 20-01-1975 | Angreb   | 6     | Nigeria      | [ 54 ] |
| Michael Johansen         | 22-07-1972 | Midtbane | 2     | Danmark      | [ 50 ] |
| Steven Lustü             | 13-04-1971 | Forsvar  | 9     | Danmark      | [ 50 ] |
| Jan Michaelsen           | 28-11-1970 | Midtbane | 19    | Danmark      | [ 50 ] |
| Claus Thomsen            | 31-05-1970 | Midtbane | 20    | Danmark      | [ 50 ] |
| René Henriksen           | 27-08-1969 | Forsvar  | 66    | Danmark      | [ 50 ] |
| Brian Steen Nielsen      | 28-12-1968 | Midtbane | 66    | Danmark      | [ 50 ] |
| Per Frimann              | 04-06-1962 | Angreb   | 17    | Danmark      | [ 50 ] |
| Flemming Christensen     | 10-04-1958 | Angreb   | 11    | Danmark      | [ 50 ] |
| Benny Nielsen            | 17-03-1951 | Angreb   | 28    | Danmark      | [ 50 ] |
| Johnny Petersen          | 27-11-1947 | Midtbane | 3     | Danmark      | [ 50 ] |
| Henrik Bernburg          | 09-04-1947 | Angreb   | 2     | Danmark      | [ 50 ] |
| Kresten Bjerre           | 22-02-1946 | Midtbane | 22    | Danmark      | [ 50 ] |
| Max Rasmussen            | 11-12-1945 | Midtbane | 5     | Danmark      | [ 50 ] |
| Flemming Kjærsgaard      | 12-07-1945 | Angreb   | 6     | Danmark      | [ 50 ] |
| Jan Larsen               | 22-03-1945 | Forsvar  | 29    | Danmark      | [ 50 ] |
| Erik Sandvad             | 27-01-1945 | Midtbane | 22    | Danmark      | [ 50 ] |
| Niels Yde                | 02-10-1944 | Forsvar  | 6     | Danmark      | [ 50 ] |
| Finn Wiberg              | 07-05-1943 | Angreb   | 14    | Danmark      | [ 50 ] |
| Flemming Nielsen         | 24-02-1934 | Midtbane | 26    | Danmark      | [ 50 ] |
| Jens-Carl Kristensen     | 02-03-1933 | Angreb   | 1     | Danmark      | [ 50 ] |
| Ove Bech Nielsen         | 03-08-1932 | Angreb   | 8     | Danmark      | [ 50 ] |
| Verner Nielsen           | 14-05-1931 | Forsvar  | 26    | Danmark      | [ 50 ] |
| Erik Jensen              | 06-12-1930 | Midtbane | 20    | Danmark      | [ 50 ] |
| Frank Reckendorff        | 23-10-1928 | Angreb   | 4     | Danmark      | [ 50 ] |
| Kaj Jørgensen            | 11-10-1925 | Målmand  | 11    | Danmark      | [ 50 ] |
| Christen Brøgger         | 29-08-1925 | Forsvar  | 20    | Danmark      | [ 50 ] |
| James Rønvang            | 17-07-1925 | Angreb   | 2     | Danmark      | [ 50 ] |
| Dan Ohland-Andersen      | 15-05-1924 | Forsvar  | 7     | Danmark      | [ 50 ] |
| Hartvig Møller           | 27-03-1924 | Angreb   | 1     | Danmark      | [ 50 ] |
| Steen Blicher            | 22-11-1923 | Midtbane | 8     | Danmark      | [ 50 ] |
| Ivan Jensen              | 10-11-1922 | Midtbane | 25    | Danmark      | [ 50 ] |
| Holger Seebach           | 17-03-1922 | Angreb   | 17    | Danmark      | [ 50 ] |
| Karl Aage Hansen         | 04-07-1921 | Angreb   | 22    | Danmark      | [ 50 ] |
| Poul Petersen            | 11-04-1921 | Forsvar  | 34    | Danmark      | [ 50 ] |
| Knud Lundberg            | 14-05-1920 | Angreb   | 39    | Danmark      | [ 50 ] |
| Knud Bastrup-Birk        | 12-12-1919 | Forsvar  | 18    | Danmark      | [ 50 ] |
| Georg Dahlfelt           | 12-04-1919 | Midtbane | 4     | Danmark      | [ 50 ] |
| Svend Albrechtsen        | 27-02-1917 | Angreb   | 3     | Danmark      | [ 50 ] |
| Adolph Mølsgaard         | 06-11-1914 | Forsvar  | 1     | Danmark      | [ 50 ] |
| Willy Larsson            | 30-10-1914 | Forsvar  | 6     | Danmark      | [ 50 ] |
| Eigil Thielsen           | 17-08-1914 | Angreb   | 18    | Danmark      | [ 50 ] |
| Poul Toft Jensen         | 14-08-1912 | Midtbane | 13    | Danmark      | [ 50 ] |
| Carl Larsen              | 25-03-1911 | Midtbane | 1     | Danmark      | [ 50 ] |
| Poul Sørensen            | 04-09-1910 | Forsvar  | 1     | Danmark      | [ 50 ] |
| Svend Sanvig             | 05-12-1909 | Midtbane | 4     | Danmark      | [ 50 ] |
| Sigfred Jensen           | 06-03-1909 | Midtbane | 6     | Danmark      | [ 50 ] |
| Eyolf Kleven             | 27-02-1908 | Angreb   | 30    | Danmark      | [ 50 ] |
| Palle Christensen        | 27-12-1902 | Forsvar  | 8     | Danmark      | [ 50 ] |
| Harry Bendixen           | 13-10-1901 | Forsvar  | 16    | Danmark      | [ 50 ] |
| Arne Kleven              | 08-01-1900 | Midtbane | 2     | Danmark      | [ 50 ] |
| Edvin Frigast Larsen     | 20-12-1899 | Målmand  | 22    | Danmark      | [ 50 ] |
| Otto Moltke              | 10-07-1897 | Forsvar  | 1     | Danmark      | [ 50 ] |
| Svend Knudsen            | 18-01-1896 | Midtbane | 6     | Danmark      | [ 50 ] |
|                          | 25-10-1895 | Angreb   | 1     | Danmark      | [ 50 ] |
| Gunnar Aaby              | 09-07-1895 | Midtbane | 7     | Danmark      | [ 50 ] |
| Henrik Andersen          | 11-02-1894 | Midtbane | 2     | Danmark      | [ 50 ] |
| Svend Ringsted           | 30-08-1893 | Forsvar  | 5     | Danmark      | [ 50 ] |
| Holger Teilmann          | 20-07-1893 | Midtbane | 1     | Danmark      | [ 50 ] |
| Samuel Thorsteinsson     | 01-01-1893 | Midtbane | 7     | Danmark      | [ 50 ] |
| Sven V. Knudsen          | 22-02-1892 | Angreb   | 8     | Danmark      | [ 50 ] |
| Ernst Petersen           | 16-08-1890 | Midtbane | 3     | Danmark      | [ 50 ] |
| Paul Berth               | 07-04-1890 | Midtbane | 26    | Danmark      | [ 50 ] |
| Harald Bohr              | 22-04-1887 | Midtbane | 4     | Danmark      | [ 50 ] |
| Charles Buchwald         | 22-10-1880 | Forsvar  | 7     | Danmark      | [ 50 ] |

Oversigt sidst opdateret: 10. august 2018.

## Tidligere trænere
| Periode   | Navn                                  | Nationalitet | Ref.   |
| --------- | ------------------------------------- | ------------ | ------ |
| 1963–1965 | Ivan Jensen                           | Danmark      | [ 1 ]  |
| 1965      | Frank Soo                             | England      | [ 1 ]  |
| 1966–1968 | Mario Astorri                         | Italien      | [ 1 ]  |
| 1968–1969 | Ernst Netuka                          | Danmark      | [ 1 ]  |
| 1970      | Karl Aage Hansen                      | Danmark      | [ 1 ]  |
| 1970–1971 | Jørgen Hvidemose                      | Danmark      | [ 1 ]  |
| 1972      | Karl Aage Hansen                      | Danmark      | [ 1 ]  |
| 1973–1975 | Jack Cummings                         | Nordirland   | [ 1 ]  |
| 1975–1976 | Niels Erik Rasmussen                  | Danmark      | [ 1 ]  |
| 1977      | Arne Borsdal                          | Danmark      | [ 1 ]  |
| 1978–1983 | Christian Andersen                    | Danmark      | [ 1 ]  |
| 1983      | Jan Andersen                          | Danmark      | [ 1 ]  |
| 1984      | Peter Dahl                            | Danmark      | [ 1 ]  |
| 1985–1986 | Christian Andersen                    | Danmark      | [ 1 ]  |
| 1986      | Henning Kurland                       | Danmark      | [ 1 ]  |
| 1987      | Kresten Bjerre                        | Danmark      | [ 1 ]  |
| 1988–1990 | Claus Bo Hansen                       | Danmark      | [ 1 ]  |
| 1990      | Henning Kurland                       | Danmark      | [ 1 ]  |
| 1990      | Jan Larsen                            | Danmark      | [ 1 ]  |
| 1991      | Peter Jensen                          | Danmark      | [ 1 ]  |
| 1992–1995 | Johnny Petersen                       | Danmark      | [ 1 ]  |
| 1995      | Christian Andersen                    | Danmark      | [ 55 ] |
| 1996      | Tonni Nielsen                         | Danmark      | [ 1 ]  |
| 1997–1998 | Christian Andersen                    | Danmark      | [ 18 ] |
| 1999–2000 | Ole Mørch                             | Danmark      | [ 1 ]  |
| 2000      | Peter Frandsen / Flemming Christensen | Danmark      | [ 1 ]  |
| 2001–2002 | Ove Christensen                       | Danmark      | [ 1 ]  |
| 2003–2005 | Henrik Jensen                         | Danmark      | [ 1 ]  |
| 2005–2007 | Christian Andersen / Allan Michaelsen | Danmark      | [ 55 ] |
| 2007      | Johnny Petersen                       | Danmark      | [ 1 ]  |
| 2007–2010 | Flemming Christensen                  | Danmark      | [ 1 ]  |
| 2010–2012 | Kasper Kurland                        | Danmark      | [ 1 ]  |
| 2012      | Henrik Lehm                           | Danmark      | [ 1 ]  |
| 2013–2015 | Thomas Nørgaard                       | Danmark      | [ 1 ]  |
| 2015–2016 | Per Frandsen                          | Danmark      | [ 1 ]  |
| 2017      | Søren Bjerg                           | Danmark      | [ 1 ]  |
| 2017–2019 | Michael Madsen                        | Danmark      | [ 1 ]  |
| 2019–2023 | Patrick Birch Braune                  | Denmark      | [ 1 ]  |
| 2023      | Simon Ervolder Andresen               | Denmark      | [ 1 ]  |
| 2023–2024 | David Roufpanah                       | Sweden       | [ 1 ]  |
| 2024      | Fabiana Alcalà                        | Spain        | [ 1 ]  |
| 2024–     | Joey Guðjónsson                       | Iceland      | [ 1 ]  |

Oversigt sidst opdateret: 16. juni 2024.

## Fankultur

### Fanklub
AB's officielle fanklub er AB Forever. Fanklubben blev stiftet 17. august 1995 og hører i dag til på Gladsaxe Stadions gamle tribunes sektion E. Forarbejdet til stiftelsen af fanklubben begyndte allerede i foråret 1993, hvor en gruppe af AB's ungdomstrænere i stigende grad følte frustrationer over, at AB's ungdomsspillere ikke kom på stadion, når AB's førstehold spillede kamp. AB spillede på daværende tidspunkt i 2. division under ledelse af Johnny Petersen, og havde store talenter som René Henriksen og Peter Rasmussen på holdet. Fodboldstilen var underholdende og offensiv, men alligevel var der ikke stemningsskabende fans på stadion, som støttede holdet. Én af grundene til, at ungdomspillerne ikke kom på stadion var, at de ikke havde nogen relationer til klubbens førstehold. Gruppen af ungdomstrænere begyndte derfor at organisere sig med det formål at få flere fans og mere stemning på stadion. Gruppen som senere var med til at stifte fanklubben, fik sit navn fra det daværende førsteholds farligste spiller, angriberen Finn Buchardt, som har scoret 62 mål for AB. I en kamp imod Herlev IF Fodbold den 6. juni 1993 scorede Finn Buchardt således fire mål i de sidste 15 minutter af kampen, så 2-2 blev vendt til en sejr på 6-3. De sidste 15 minutter af en fodboldkamp blev i AB-regi derfor kaldt for "Boogie time" med henvisning til, at Finn Buchardt ofte scorede i netop de sidste 15 minutter af kampen. Gruppen af fans omkring ungdomstrænerne kaldte sig efterfølgende for "Boogies venner".
I takt med at flere fans kom til steg behovet for en mere formel organisering, og gruppen afholdte derfor stiftende generalforsamling den 17. august 1995. Generalforsamlingen døbte AB's første fanklub AB Forever og udnævnte Thomas Gram til fanklubbens første formand. Visionen for fanklubben var fra begyndelsen en kraftig afstandtagen fra vold og en anderledes tilgang til fanstøtte end de etablerede fanklubber, som blandt andet kom til udtryk i en lang række humoristiske sange.
I de efterfølgende år tog fanklubben initiativ til at producere og sælge merchandise i form af kasketter, halstørklæder, huer og t-shirts. AB købte dog varelageret og overtog salget af merchandise i 1997.
Thomas Gram stoppede som formand i 2000 og overgav formandskabet af AB Forever, som på daværende tidspunkt havde mere end 2.000 medlemmer og dermed var Danmarks sjettestørste fanklub, til Gitte Jørgensen. I 2003 overgav Gitte Jørgensen formandskabet til Charlotte Nielsen, som blev efterfulgt af Christian Drewer i 2009. I 2013 tog nuværende formand Kasper Viktor Petersen over.
I forbindelse med AB Forevers 20-års jubilæum i 2015 valgte AB at frede trøje nummer 12 som udtryk for AB Forevers altid trofaste støtte til holdet.

### Rivaliseringer
AB's fans er kendt for sine rivaliseringer med naboklubberne Lyngby Boldklub og Brønshøj Boldklub.
AB's kampe mod Brønshøj Boldklub går under navnet Mosederby med henvisning til, at en sejr i opgøret giver det vindende hold "retten" til den nærtliggende Utterslev Mose. Mosederbyet er spillet 62 gange, hvoraf det er endt med 32 AB-sejre, 19 uafgjorte og 11 Brønshøj-sejre, og en målscore på 127-70 i AB's favør.

### Tilskuere
I 1940'erne og 1950'erne spillede AB ofte for et fuldt stadion i Københavns Idrætspark med mere end 40.000 tilskuere. Siden udflytningen til Gladsaxe har tilskuerantallet dog været noget lavere, og Gladsaxe Stadion har således aldrig være fyldt i forbindelse med AB's kampe. I de seneste år har tilskuertallene været faldende i takt med den sportslige nedtur.
Tabellen nedenfor viser tilskuerantal til AB's hjemmebanekampe siden sæsonen 1996/1997.
| Sæson     | Liga        | Kampe | I alt  | Gennemsnit | Højeste | Laveste |
| --------- | ----------- | ----- | ------ | ---------- | ------- | ------- |
| 2024/2025 | 2. division | 15    | 10.795 | 720        | 1.627   | 467     |
| 2023/2024 | 2. division | 11    | 5.177  | 471        | 757     | 298     |
| 2022/2023 | 2. division | 14    | 8.606  | 615        | 1.130   | 289     |
| 2021/2022 | 2. division | 15    | 6.281  | 418        | 789     | 177     |
| 2020/2021 | 2. division | 7     | 2.934  | 419        | 860     | 310     |
| 2019/2020 | 2. division | 12    | 4.290  | 358        | 567     | 197     |
| 2018/2019 | 2. division | 17    | 6.649  | 391        | 969     | 267     |
| 2017/2018 | 2. division | 15    | 6.152  | 410        | 789     | 100     |
| 2016/2017 | 1. division | 16    | 9.374  | 586        | 755     | 415     |
| 2015/2016 | 2. division | 15    | 10.894 | 726        | 1.308   | 412     |
| 2014/2015 | 1. division | 16    | 14.971 | 936        | 1.795   | 571     |
| 2013/2014 | 1. division | 16    | 15.505 | 969        | 2.520   | 583     |
| 2012/2013 | 1. division | 15    | 13.300 | 887        | 2.057   | 377     |
| 2011/2012 | 1. division | 13    | 11.807 | 908        | 1.409   | 621     |
| 2010/2011 | 1. division | 15    | 14.873 | 992        | 1.646   | 478     |
| 2009/2010 | 1. division | 15    | 18.519 | 1.235      | 2.366   | 785     |
| 2008/2009 | 1. division | 13    | 16.555 | 1.273      | 3.804   | 781     |
| 2007/2008 | 1. division | 15    | 12.519 | 835        | 1.096   | 584     |
| 2006/2007 | 1. division | 15    | 16.307 | 1.087      | 2.120   | 609     |
| 2005/2006 | 1. division | 15    | 15.146 | 1.010      | 2.271   | 644     |
| 2004/2005 | 1. division | 15    | 13.397 | 893        | 1.225   | 426     |
| 2003/2004 | Superligaen | 16    | 46.158 | 2.885      | 10.039  | 1.133   |
| 2002/2003 | Superligaen | 17    | 52.259 | 3.074      | 7.321   | 1.421   |
| 2001/2002 | Superligaen | 16    | 42.042 | 2.628      | 6.017   | 1.224   |
| 2000/2001 | Superligaen | 17    | 52.044 | 3.061      | 5.346   | 1.395   |
| 1999/2000 | Superligaen | 17    | 78.507 | 4.618      | 9.125   | 2.218   |
| 1998/1999 | Superligaen | 17    | 54.427 | 3.202      | 7.115   | 1.352   |
| 1997/1998 | Superligaen | 16    | 48.943 | 3.059      | 9.304   | 1.184   |
| 1996/1997 | Superligaen | 16    | 33.770 | 2.111      | 6.119   | 585     |

Oversigt sidst opdateret: 24. juli 2025.

## Ledelse

### Bestyrelsesformænd
Nedenstående er en oversigt over bestyrelsesformænd i AB gennem tiden.
| Periode               | Person                        |
| --------------------- | ----------------------------- |
| ?–12/09-1988          | Swen Nielsen                  |
| 20/11-1986–12/09-1988 | Allan Gramkow Bidsted         |
| 12/09-1988–11/11-1998 | Erik Neergaard                |
| 11/11-1998–03/03-2000 | Denis Jørgen Flemming Holmark |
| 03/03-2000–04/11-2002 | Mogens Trygve Lied Flagstad   |
| 27/11-2002–28/05-2009 | Jens Hjortskov                |
| 28/05-2009–30/05-2011 | Erik Hovgaard                 |
| 30/05-2011–15/08-2013 | Ronny Saul                    |
| 15/08-2013–22/05-2014 | Pernille Ørskov               |
| 22/05-2014–24/11-2014 | Ronny Saul                    |
| 24/11-2014–05/05-2015 | Torben Oldenborg              |
| 05/05-2015–06/06-2017 | Steen Kristensen              |
| 06/06-2017–23/11-2022 | Torben Oldenborg              |
| 23/11-2022–20/08-2024 | Jen Hsiang Chang              |
| 20/08-2024–           | Brian Joseph Grieco           |

Oversigt sidst opdateret: 1. december 2022.

### Administrerende direktører
Nedenstående er en oversigt over administrerende direktører i AB gennem tiden.
| Periode               | Person                        |
| --------------------- | ----------------------------- |
| ?–10/08-1989          | Sven Erik Hansen              |
| 10/08-1989–09/07-1992 | Jan Sørensen                  |
| 09/07-1992–12/08-1998 | Henrik Mostrup                |
| 12/08-1998–03/10-2001 | Per Frimann                   |
| 03/10-2001–05/03-2003 | Henrik Stephansen Vestergaard |
| 05/03-2003–11/12-2003 | Steen Andersen                |
| 11/12-2003–01/03-2005 | Torben Oldenborg              |
| 01/03-2005–30/05-2011 | Ronny Saul                    |
| 30/05-2011–01/08-2011 | Alex Thyge Rasmussen          |
| 01/08-2011–19/10-2011 | Lenni Skov Lindegaard         |
| 19/10-2011–01/11-2012 | Liselotte Bisbjerg            |
| 01/11-2012–2019       | Peter Rasmussen               |
| 2019                  | Christina Schramm             |
| 2020–2022             | Dan Axel Holst                |
| 2022–2023             | Erik Curtis Stover            |
| 2023–                 | Sofie Brandi Petersen         |

Oversigt sidst opdateret: 25. oktober 2023.

## Wall of fame
AB begyndte i 2016 at udnævne personer til optagelse i klubbens wall of fame, som pr. august 2018 består af seks personer.
| Person             | Optaget | Om personen |
| ------------------ | ------- | --- |
| Knud Lundberg      | 2016    | Knud Lundberg blev født 14. maj 1920 i København, og døde 12. august 2002 i Gentofte. Knud Lundberg var sportsudøver, forfatter, journalist, politiker og medicinuddannet. Han spillede i hele sin karriere for AB, hvor det imellem 1939–1960 blev til fem danske mesterskaber. Knud Lundberg var en høj og intelligent fodboldspiller med et højt teknisk og taktisk niveau. Knud Lundberg spillede på landsholdet i både fodbold, håndbold og basketball, hvor det blev til henholdsvis 39, 23 og 18 kampe. Han var anfører for fodboldlandsholdet i 27 kampe, men oplevede også at blive afsat som anfører, da han nægtede at bære slips til en jubilæumsbanket i Norge. Knud Lundberg var kendt for sine antiautoritære holdninger, og satte blandt andet spørgsmålstegn ved landstrænerens taktik ved sin debut for landsholdet, som blev vundet med 3-2 over Sverige efter at Lundberg havde organiseret holdet på banen. Knud Lundberg blev i 1992 optaget i DIF's hall of fame. I 2005 blev han udvalgt til eliteidrættens sportskanon, og i 2014 blev han optaget i DBU's hall of fame. Lundberg vandt bronze med fodboldlandsholdet ved OL i 1948, og forærede sin medalje til klubkammeraten Karl Aage Hansen, som var blevet skadet, og derfor ikke kunne deltage i bronzekampen. Blandt holdkammeraterne i AB gik Knud Lundberg under øgenavnet Doktoren med reference til hans medicinuddannelse. På Gladsaxe Stadion er Knud Lundberg Loungen opkaldt efter Lundberg, mens stadionet blandt AB'ere går under navnet Stade de Lundberg. AB holder desuden den årligt tilbagevendende træningsturnering Lundberg-dagen for alle klubbens medlemmer. Knud Lundberg opfandt desuden indendørs fodbold og reglen om nøl i håndbold. Som politiker var Knud Lundberg i en periode medlem af Folketinget for Socialdemokratiet, hvor han var med til at etablere Team Danmark. |
| Erik Hagensen      | 2016    | Erik Hagensen blev født 26. maj 1919. Han blev medlem af AB i 1940'erne, hvor han var aktiv som spiller frem til 2005. I 2005 var han som 85-årig med til at vinde fodboldhistoriens første Grand Old Master – en fodboldturnering for spillere over 60 år. Erik Hagensen var ungdomstræner i AB i mange år, og i starten af 1960'erne blev han træner for førsteholdet, hvor han vandt sølvmedaljer til klubben. Erik Hagensen var en del af AB's bestyrelse i 17 år, og han arbejdede desuden i DBU, hvor han uddannede trænere. Erik Hagensen har modtaget AB's guldnål, DBU's guldnål og DIF's æresnål. |
| René Henriksen     | 2016    | René Henriksen blev født 27. august 1969. Han spillede 375 kampe for AB over to perioder. Fra 1988–1999 var han sammen med et sammentømret hold af klubfolk med til at føre AB fra landets tredjebedste til bedste række, hvor det i 1999 blev til bronzemedaljer og sejr i pokalfinalen. I perioden fik René Henriksen mange tilbud fra andre klubber, men han vægtede kammeratskabet og kærligheden til AB højere. I 2005 vendte Henriksen tilbage til AB efter et ophold i græske Panathinaikos FC, hvor han var med til at vinde det græske mesterskab. I 2006 sluttede han karrieren efter at have hjulpet AB med at sikre overlevelse i 1. division. René Henriksen debuterede på det danske fodboldlandshold i 1998 som 28-årig. Her blev det til 66 kampe, hvoraf 25 blev spillet som anfører. I René Henriksens landsholdskarriere modtog han kun to gule kort. René Henriksen kæmpede igennem hele sin ungdomstid med sin fysik, og han slog derfor først igennem i en sen alder. På Gladsaxe Stadion er René Henriksen Loungen opkaldt efter René Henriksen. René Henriksen spillede i sine unge år som midtbane, men blev omskolet af Johnny Petersen til at spille i det centrale forsvar, hvor han kompenserede for den manglende fysik ved at spille med stort overblik og forudseenhed. Christian Andersen videreudviklede Henriksen som libero, hvor han blev fænomenal til at opbygge spillet, og af Christian Andersen blev kaldt "Danmarks bedste libero". René Henriksen opnåede titlen som Årets Pokalfighter ved pokalfinalen i 1999, Lundberg-prisen i 1999 og Årets Spiller i 2000. |
| Peter Frandsen     | 2017    | Peter Frandsen blev født 19. marts 1962. Han kom til AB som 14-årig fra Hareskov IF. Peter Frandsen debuterede på AB's førstehold i 1980 under Christian Andersen. Han spillede i alt 392 kampe fordelt over 14 sæsoner på AB's førstehold, hvoraf størstedelen blev spillet som anfører, hvilket er to kampe færre end klubkamprekordindehaver Peter Rasmussens 394 kampe. Peter Frandsen stoppede sin karriere i 1994, hvor han blev assistenttræner under Johnny Petersen. Imellem 1994–2005 var Peter Frandsen assistenttræner under Christian Andersen, Tonny Nielsen, Ole Mørch og Ove Christensen, og imellem dette var han over fire perioder cheftræner. Det blev til i alt 34 kampe som cheftræner. I 2000 vandt Peter Frandsen bronzemedaljer til AB, da han overtog cheftrænerposten efter Ole Mørch, som var blevet fyret med syv kampe tilbage af sæsonen. |
| Christian Andersen | 2017    | Christian Andersen blev født 28. september 1944 i København. Han kom til AB som spiller i 1977, og blev herefter træner i for klubben over flere perioder henover de næste 30 år. Han var træner for AB i 1978–1983, 1997–1998 og 2005–2007. Christian Andersen udøvede en offensiv spillestil, som var med til at føre AB til toppen af dansk fodbold i slutningen af 1990'erne. Her udviklede Christian Andersen desuden spillere som René Henriksen, Jan Michaelsen og Peter Løvenkrands. Christian Andersen er kendt for at kalde sig selv for "Danmarks bedste træner" samt at iføre sig hvide tennissokker i hyttesko. |
| Kresten Bjerre     | 2017    | Kresten Bjerre blev født 22. februar 1946 i København, og døde 19. februar 2014 i Frederikssund. Kresten Bjerre gik under øgenavnet Generalen, hvilket skyldtes, at han med stort overskud styrede holdet ved at dirigere holdkammeraterne fra midtbanen. Øgenavnet fik han af Knud Lundberg. Kresten Bjerre blev ynglingemester med AB i 1963, og vandt siden danmarksmesterskabet med AB i 1967. Samme år fik han debut for det danske fodboldlandshold. Han spillede i alt 22 landskampe for Danmark, hvoraf 12 var som anfører. Han scorede desuden 12 mål for landsholdet, hvoraf de syv blev scoret på straffespark på samme antal forsøg. I slutningen af 1967 blev Kresten Bjerre solgt til amerikanske Houston Stars, hvor han dog kun var et år, da ligaen gik konkurs. Han skiftede herefter til hollandske PSV Eindhoven, og senere belgiske Racing White. Ved afslutningen af Kresten Bjerres aktive foldboldkarriere blev han foldboldtræner i forskellige klubber i Danmark, herunder i AB i 1987. |